# Alingsås Tidning
Alingsås Tidning, AT, är en morgontidning startad i Alingsås 1865 och numera även med en webbupplaga. Morgontidningen ges ut tre dagar i veckan i Alingsås kommun, Herrljunga kommun, Vårgårda kommun och Essunga kommun. Tidningen betecknar sig politiskt som oberoende liberal. Utgivningsuppehåll av papperstidningen  2019-09-25--2019-10-07  då ägaren gick i konkurs på grund av ekonomiska problem. Senare under hösten övertogs tidningen av Stampen Media, efter WM Medias konkurs. 

## Historik

### Start och namnbyte
Alingsås Tidning grundades av den danske boktryckaren Janus Daniel Michelsen, som den 7 januari 1865 började ge ut tidningen under namnet Alingsås Weckoblad. Den var då den första lokaltidning med utgivning i staden.1888 skedde ett namnbyte till det nuvarande Alingsås Tidning. 1982 bytte tidningen namn till Alingsås tidning/ Elfsborgs Läns Tidning då den gick ihop med denna tidning. Upplagan ökade med 7000 prenumeranter till 13100 1982 då tidningarna slogs ihop. Från 2007 togs Elfsborgs Läns Tidning bort ur titeln. 1979-1982 gavs editionen Göta Älvdals Nyheterna ut.
Utgivningsfrekvens för tidningen: 1885 till1895 gavs tidningen ut  2 ggr/vecka onsdag och lördag. Från 1896 till 1906  2 ggr/vecka  tisdag och fredag och  1906 till 2014 3 ggr/vecka måndag onsdag fredag, och slutligen från 2014 3ggr /vecka tisdag torsdag och lördag.  
| Period                 | Ansvarig utgivare                  | Titel                | Kommentar                            |
| 1888-11-06--1929-01-06 | Michelsen, Johan Wilhelm Hansenius |                      |                                      |
| 1929-01-07--1929-07-29 | Michelsen, Albert Christian        | rådmannen            |                                      |
| 1929-07-30--1990-08-31 | Michelsen, Otto William            | boktryckaren         | Felaktigt slutdatum. Död 1979-05-22. |
| 1990-09-01--2019-09-24 | Michelsen, Bengt                   |                      | T                                    |
| 2019-10-08--2019-12-07 | Hedbjörk, Viveka                   | tf ansvarig utgivare |                                      |
| 2019-12-10--           | Svensson, Claes                    |                      | T                                    |

### Tryckning
Tidningen trycktes enbart i svart färg till 1960. Till 1980 kunde man trycka i två färger och 1982 fick man fyrfärgstryck. Förlaget som gav ut tidningen var 1892-1926  William Michelsen, och  1926-2019 Aktiebolag William Michelsens boktryckeri i Alingsås. Fån 4 oktober 2019 tog Stampen media i Göteborg över tidningen. Tryckeri : 1900-1926  William Michelsens boktryckeri i Alingsås 1926-2001      AB William Michelsens boktryckeri i Alingsås  2002 - 2016 VM-tryck Alingsås från 2016. Från 2016 trycktes tidningen av  V-TAB i Landvetter. Typsnittet har varit antikva hela 1900-talet.

### Redaktion
Redaktionsort  för tidningen har hela tiden varit Alingsås. Närstående tidning var Elfsborgs läns tidning 1892-10-07 till 1982-03-06 som gavs ut av samma utgivare. Politisk färg har varit liberal, frisinnade och på senare tid  oberoende liberal.
| Period                 | Redaktör           | Titel       | Kommentar         |
| 1900-01-02--1929-07-26 | Michelsen, Albert  |             |                   |
| 1900-01-02--1929-01-02 | Michelsen, William |             | Avled 1928-12-31. |
| 1929-07-29--1929-09-27 | ingen uppgift      |             |                   |
| 1929-09-30--1946-11-20 | Ahlberg, Sven      |             |                   |
| 1947-01-03--1947-02-28 | Lantz, Sven        |             |                   |
| 1947-03-03--1965-08-30 | Lantz, Sven        | redchef     |                   |
| 1965-09-01--1966-04-01 | Wijk, Sven         | redchef     |                   |
| 1966-04-04--1966-11-03 | Wijk, Sven         |             |                   |
| 1966-11-07--2019-09-24 | Michelsen, Bengt   |             |                   |
| 2019-10-08--2019-12-07 | Hedbjörk, Viveka   | Tf redaktör |                   |
| 2019-12-10--           | Svensson, Claes    |             |                   |

### Pris och upplaga, ekonomi
Pappersupplagan var cirka 6000 fram till sammanslagningen med Elfsborgs Läns Tidning. Sen nådde den 14 200 ex som max men började minska kraftigt på 2010-talet ner mot 8000 ex. Tidningen hade en bilaga på fredagar. Prisutvecklingen för tidningen 1900 kostade den 2,50 kr, 1940 7,50 kr, 1950 11 kr, 1960 27 kr, 1970 60 kr,   1980 195 kr,   2000  890 kr,   2020  1980 kr.   Sidantal var inledningsvis 4 sidor som ökade till 8 sidor 1940,  och  20 sidor 1980 och på senare tid oftast 28 - 48 sidor, max 72 sidor 2006.   Annonsomfattningen har varit 34 - 45 % under åren. Tidningens ekonomi försämrades av vikande prenumerantstock, mindre annonsintäkter och oförmåga att minska utgifterna till att anpassat till de mindre inkomsterna.

### Tidningen under senare år
2007 tillkom en Internetupplaga av tidningen, tillgänglig sju dagar i veckan och med kontinuerligt uppdaterade nyheter. Pappersupplagan låg 2018 på 8400. Tidningen säger sig nå cirka 55 procent av hushållen i Alingsås, Herrljunga och Vårgårda kommuner. Torsdagsupplagan distribueras gratis till samtliga hushåll i Alingsås kommun, medan man en gång i månaden gör samma sak i Vårgårda kommun.

### Ekonomiska problem

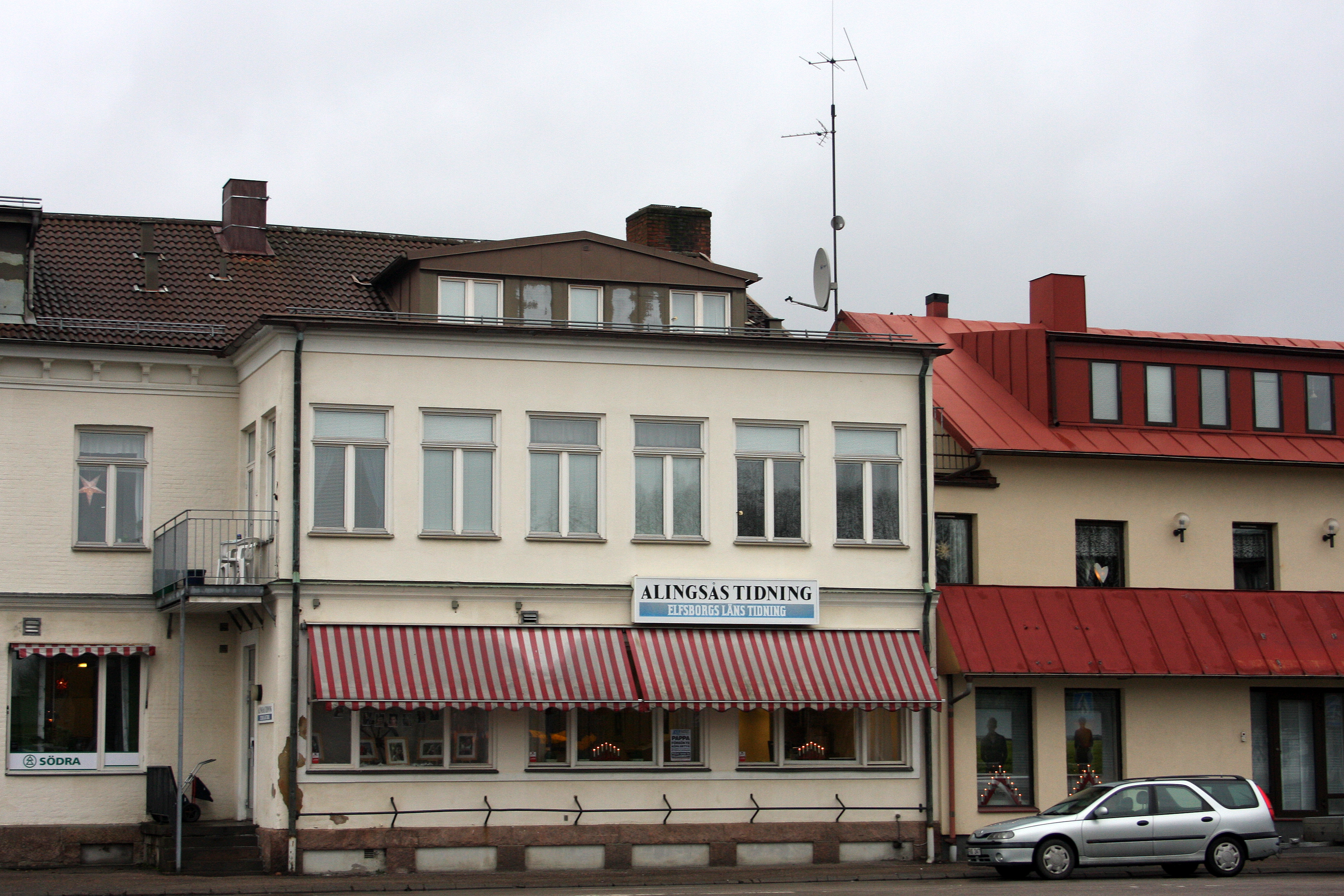
Vårgårdaredaktionens tidigare lokaler (foto från 2008).

Ekonomiska problem tvang 2016 till en rekonstruktion som avslutades 2017. Bland annat har framkommit att tidningskoncernen visat förlustsiffror de flesta år sedan 2008.Under 2019 fortsatte de ekonomiska problemen, bland annat med försenade eller uteblivna löneutbetalningar som följd. Förlusterna lär dock härröra från koncernens tryckeriverksamhet, och civiltryckeriet har sedermera blivit sålt.I början av september 2019 uteblev distributionen av systertidningen Lerums Tidnings pappersutgåva (till 20 000 hushåll Lerums kommun) på grund av likviditetsproblem, något som också även stoppade Alingsås Tidnings utgivning. Detta innebar stopp i utgivningen av papperstidningen, samtidig som Internetupplagan av tidningen fortsätter att finnas tillgänglig. En vecka senare hade Alingsås Tidning betalat en skuld till tidningsdistributören VTD (del av Stampen), och distributionen av papperstidningen kunde återupptas.

### Ägande
Tidningen hade sedan starten utgivits av släkten Michelsen, och tidigt 2019 var det fjärde och femte generationen av släkten som drev tidningen. Tidningen ingick då i tidningskoncernen William Michelsen Boktryckeri (WM Media), som även publicerade de tre gratisutdelade veckotidningarna Lerums Tidning, Härryda-Posten och Partille Tidning (de två sistnämnda 2019 sammanslagna till en tidning).Företaget hade 2019 ett 60-tal anställda, och Alingsås Tidning var då en av Sveriges sista kvarvarande helt familjeägda tidningar. Andra uppgifter talade om 11 anställda specifikt på Alingsås Tidning. Företagets tidningar nådde 2019 cirka 92 000 läsare, i distributionsområdets sex kommuner med sammanlagt cirka 180 000 invånare.De allra flesta svenska familjeägda tidningar har under senare gått upp i större mediekoncerner, på grund av ökade behov av tekniska omställningar och respons på snabba marknadsförändringar. Uppköpsbud från olika mediekoncerner hade dock avböjts av ägarfamiljen.

### Konkurs och nystart
Senare under september 2019 gick till slut tidningsägaren WM Media i konkurs, efter att resurserna sinat. Tidningen övertogs senare under hösten av Stampen Media, tillsammans med systertidningen Lerums Tidning. Samtidigt lades den mindre systertidningen Härryda-Posten/Partille Tidning ner.

### Tidningens eget material och artiklar i andra tidningar
- Ny rotationspress även tryckerihistoriskt material i tidningen 1 december 1924
- Minnesruna över William Michelsen i tidningen 2 januari 1929
- Chefredaktör Sven Ahlberg har avlidit och en liten notis står om detta i Örebro Dagblad 21 november 1946
- Ny rotationspress installeras 20 maj 1964, tidningen 29 maj 1964
- Chefredaktören Sven Wijk avliden 62 år, Nya Wermlandstidningen 17 november 1966
- Alingsås tidning 110 år den 18 januari 1975.  Källa: Tidningen 1975-01-17
- Ny rotationspress den 5 mars 1982. Källa Tidningen 5 mars 1982.